# Armide (Lully)
Armide é uma ópera em cinco atos do compositor francês Jean-Baptiste Lully. O libretto foi escrito por Philippe Quinault, baseda na obra do poeta Torquato Tasso La Gerusalemme liberata (Jerusalém libertada).

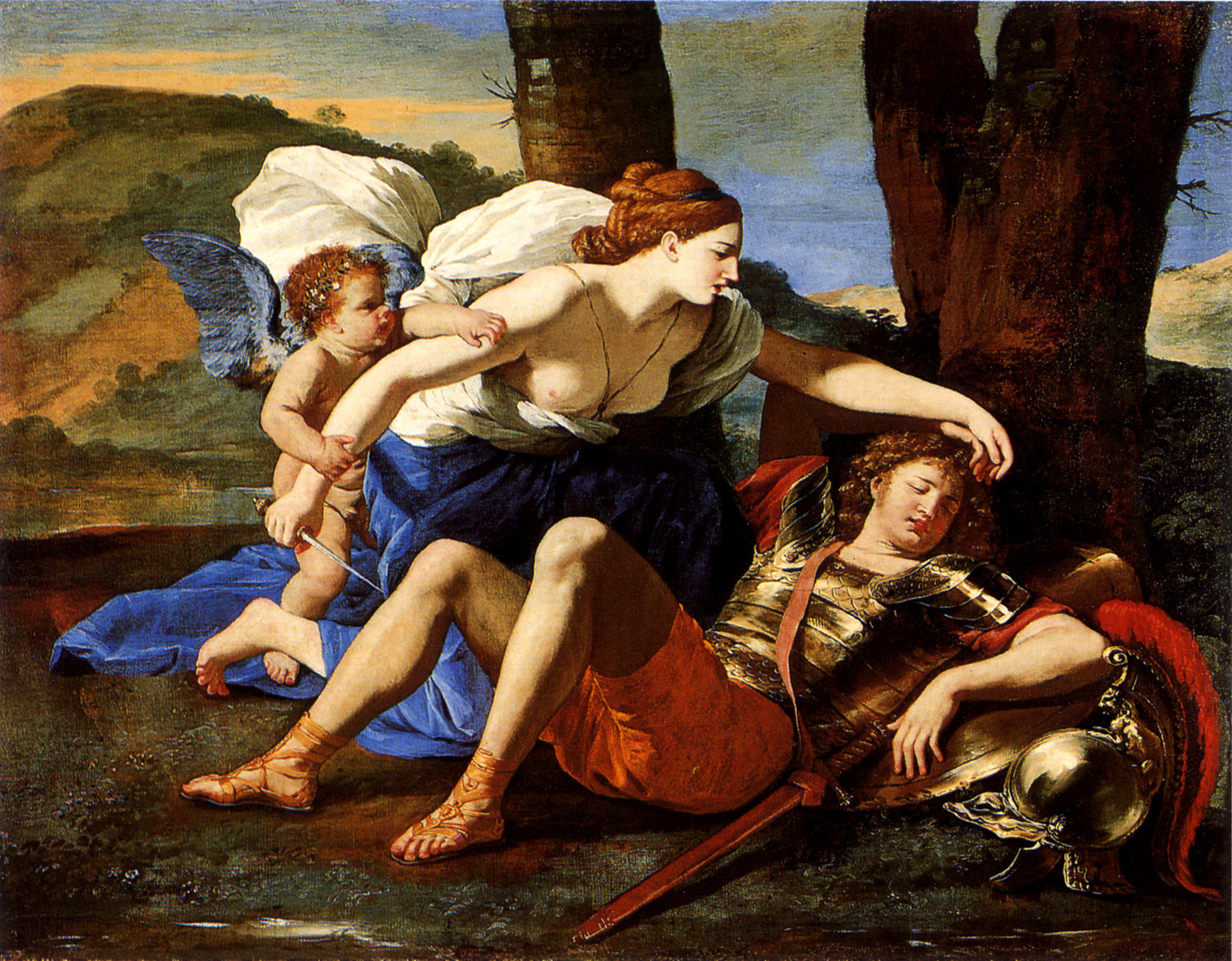
Rinaldo e Armida por Nicolas Poussin

Armide foi a última de uma série de tragédias líricas de Lully e seu libretista Philippe Quinault. Trabalhavam juntos desde a primeira ópera de Lully, Les Fêtes de l'Amour et de Bacchus, de 1672. Quinault aposentou-se depois de Armide, que estreou em 1686, mas Lully escreveria mais duas óperas antes de morrer, no ano seguinte.
Baseada no poema épico do poeta italiano Torquato Tasso, e ambientada na Primeira Cruzada, é a história da paixão da maga Armida por seu ferrenho inimigo Renaud. Incomum na época, a ópera concentra-se quase toda no personagem-título e em suas emoções conflituosas. Foi um sucesso imediato e tornou-se um clássico do repertório francês.
A ópera abre com um prólogo no qual as deusas Glória e Sabedoria resumem a trama e (oliquamente) elogiam o rei.

## Sinopse

### Ato I
Armida capturara alguns cruzados em Damasco, mas está obcecada com Renaud, a quem não consegue derrotar. Sua obsessão piora quando ele liberta os prisioneiros.

### Ato II
Renaud garante a um dos resgatados que seu coração está a salvo das palavras de Armida, mas esta faz com que demônios disfarçados de ninfas e pastores façam-no cair num sono profundo. Ela aproxima-se dele para matá-lo, mas, em vez disso, apaixona-se.

### Ato III
Tendo dominado Renaud por meio da feitiçaria, Armida vê-se, por sua vez, dominada pelo amor irreprimível. Implora ao espírito do Ódio para curá-la, mas, quando ele vai atendê-la, ela reconsidera e o expulsa. O Ódio então a condena a amar eternamente.

### Ato IV
Os companheiros de Renaud tentam resgatá-lo, mas são ludibriados pelos ardis de Armida.

### Ato V
Após uma cena de amor no palácio encantado de Armida, ela parte. Os companheiro de Renaud chegam e quebram o feitiço. Antes que partam, Armida volta e, vendo que não consegue reter Renaud, pede para ser levada como cativa, a fim de estar a seu lado. Renaud, comprometido com a Glória e o Deveer, recusa. Condenada pela maldição do Ódio, Armida parte numa carruagem voadora enquanto demônios destroem seu castelo.

## Papéis
- La Gloire (soprano)
- La Sagesse (soprano)
- Armide (soprano) Marie Le Rochois
- Aronte (bass)
- Artémidore (tenor)
- La Haine (tenor)
- Hidraot (bass)
- Phénice (soprano)
- Renaud (haute-contre) - Louis Gaulard Dumesny
- Sidonie (soprano)
- Ubalde (bass)